# Base Esperanza

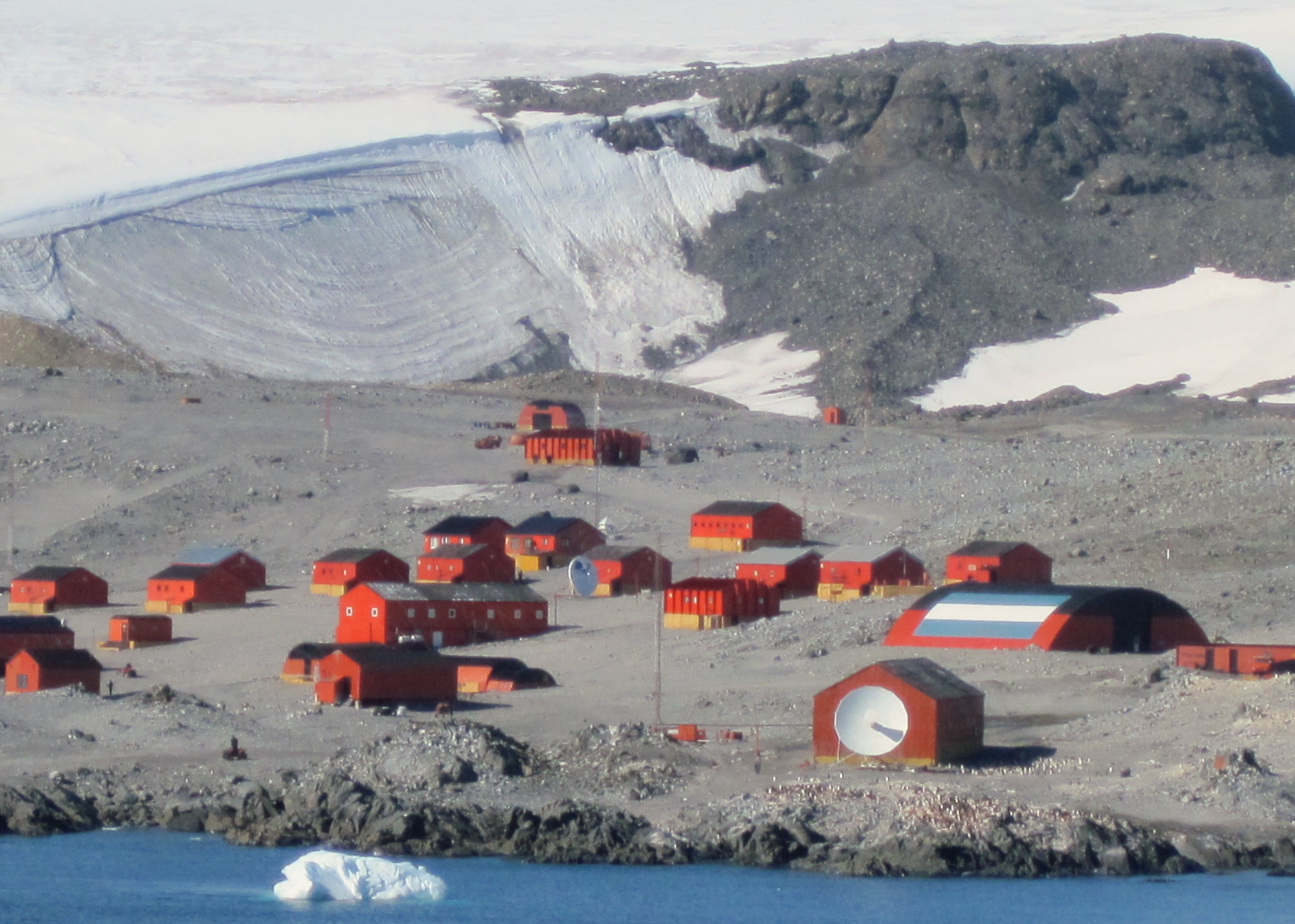
Base Esperanza em 2012.

Base Esperanza (Base de Ejército Esperanza) é uma estação de pesquisa da Argentina na Antártida, localizada na Península Antártica. Base de pesquisas Argentina é, juntamente com a base chilena Villa Las Estrellas, os únicos assentamentos permanentes no continente antártico.

## História
A base foi fundada em 17 de dezembro de 1952, pelo capitão Jorge Edgar Leal, estando em funcionamento desde então. Em 28 de fevereiro de 1976 foi inaugurada a capela de São Francisco de Assis, a primeira instalação de culto católico na Antártida, sendo celebrado em 16 de fevereiro de 1978 o primeiro casamento religioso na Antártida - o de Julia Beatriz Susana Buonamio com Carlos Alberto Sugliano. Nesta mesma base aconteceu o primeiro nascimento no continente, o de Emilio Marcos Palma em 7 de janeiro de 1978.

## Temperatura
A temperatura média anual é de -5,5 °C, -10,8 °C durante o inverno e 0,2 °C no verão. Os ventos gelados que sopram do centro do continente podem alcançar uma velocidade de 200 km/h.